# يونس أمره
يُوۡنُسۡ إِمۡرَهۡ (بالتُركية العُثمانيَّة: یونس امره، وبالتُركيَّة الحديثة: Yunus Emre) (ق. 638هـ - 720هـ المُوافق فيه ق. 1240م - 1320م) الشَّهير أيضًا بِـ«درويش يونس» أو «يونس العشيق» أو بِـ«كول يونس»، هو شاعرٌ تُركي بكتاشي ترك أثرًا عميقًا في الثقافة التُركيَّة يُعدُّ رائد الشعر التُركي في الأناضول. وأوَّل من كتب الشعر باللُغة التُركيَّة فلا تزال كتاباته وأشعاره من أهم الأدبيَّات التُركيَّة حتى الوقت الحاضر. وقد أقرَّ المؤتمر العام لليونسكو بِالإجماع أن عام 1991 هو «عام يونس إمره الدولي».

## خلفية تاريخية
هو قاضي وشاعر ومتصوّف تركي ترك أثرا كبيرا في الأدب التركي منذ وقته إلى عصرنا هذا؛ إذ أنه كان أحد أول الشعراء المعروفين - بعد خوجة أحمد يسوي وسلطان ولد - الذين تتألف أعمالهم من اللغة التركية المستخدمة في عصره ومنطقته بدلا من اللغة الفارسية أو اللغة العربية. وهو شاعر شعبي وسني توفي عن عمر ناهز السبعين. يرى الباحثون الأتراك أنه وُلد وعاش ومات ودفن في قرية تسمى سارِي كُويْ (بالتركية: Sarıköy)، وهي تقع في المنطقة الممتدة فيما بين إقليم «بورصوق» و«سكاريا»، وأنه تجول في كل مناطق الأناضول وسوريا وأذربيجان، وكان درويشا لشيخ يدعى «تابتوك إمره» (بالتركية: Taptuk Emre) في منطقة سكاريا. وقد صرح يونس إمره في ديوانه أنه ينتسب لهذا الشيخ وأنه تلقى عنه الفيض لسنوات طويلة.

## أسلوبه
ظل أسلوبه قريبا من الخطاب الشعبي من معاصريه في وسط الأناضول وغربها. وهذه أيضا هي لغة عدد من الشعراء الشعبيين غير المعروفين، والأغاني الشعبية، والقصص الخيالية، والأحاجي (القوافي)، والأمثال. على سبيل المثال، كتاب دده قورقوت الذي هو أقدم ملحمة أسطورية معروفه لدى أتراك الأوغوز وأقدم أدب شعبي لدى الأذربيجانيين، كتبه الشيخ دده قورقوت (بالتركية: Dede Korkut)، وهو عبارة عن ملحمة قديمة مجهولة المصدر عن آسيا الوسطى. ولكونها ذلك الفلكور التركي الذي ألهم يونس أمره لاستخدام القوافي من حين لآخر كأداة من أدوات الشعر، فقد جرى تداولها لديه ولدى معاصريه. وفي أعقاب الغزو المغولي للأناضول الذي كان سهلاً عقب هزيمة سلطنة سلاجقة الروم في معركة جبل كوسه عام 1243م، ازدهر الأدب الإسلامي الصوفي في الأناضول.

## شهرته

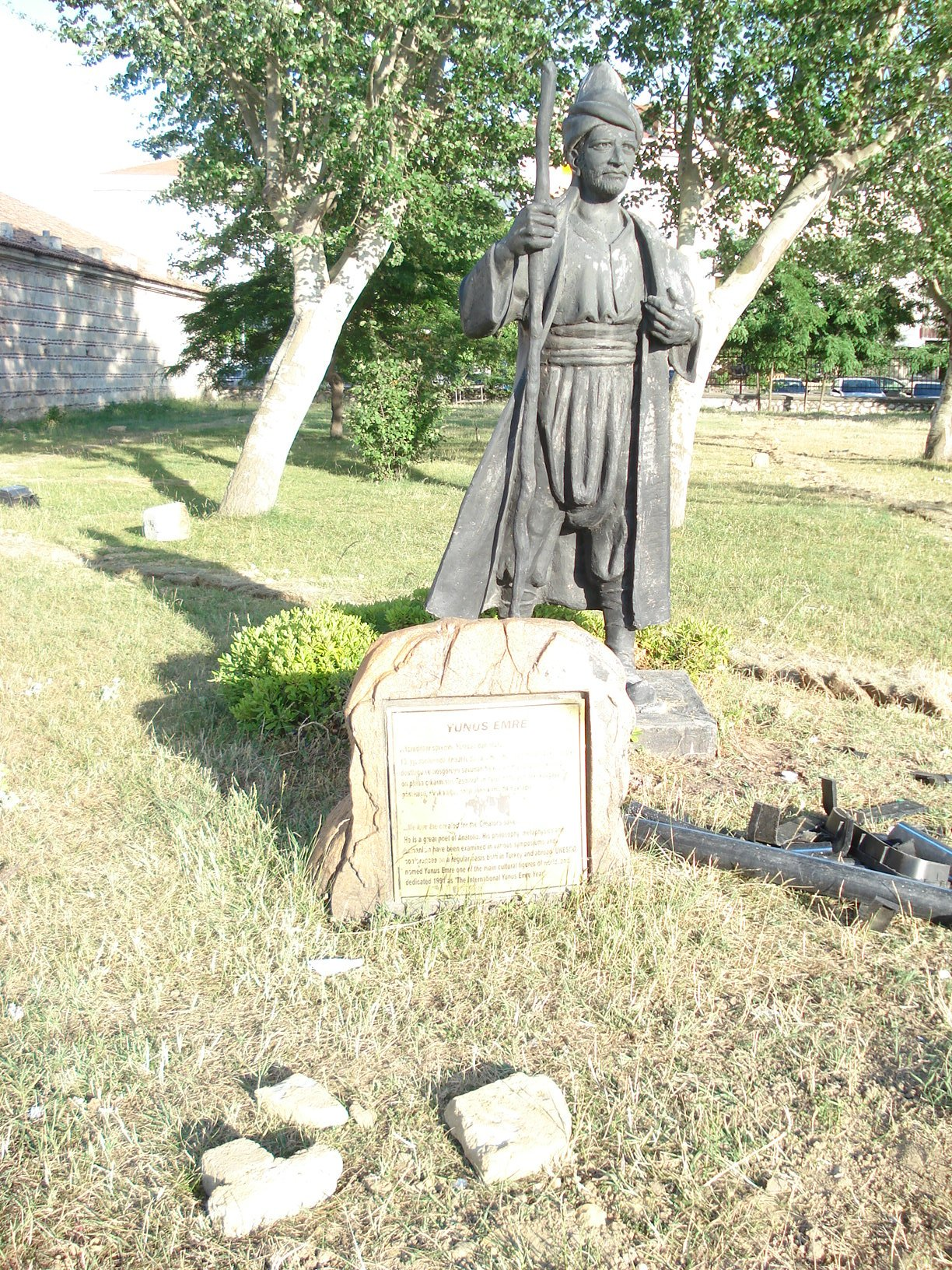
تمثال ليونس أمره في ضاحية بيوك جكمجة ، بإسطنبول.

أصبح يونس أمره أحد الشعراء المشهورين. فقصائد يونس أمره ببساطتها -إلى حد ما- تعتبر دليلا على مهارته في وصف المفاهيم الصوفية الصعبة بطريقة واضحة. فهو لا يزال شخصية بارزة في عدد من البلدان، امتدادا من أذربيجان وحتى البلقان مع سبعة مناطق مختلفة ومتفرقة على نطاق واسع تتنازع على شرف وجود قبره داخل حدودها. اهتمت قصائده -التي كُتبت في تقاليد الشعر الأناضولي الشعبي- بشكل أساسي بالحب الإلهي وكذلك مصير الإنسان:
| يونس أمره | اسمي يونس أمره كل يوم يمر يؤجج ناري (أي: شوقي) ما أريده في الدارين هو شيء واحد (أي: الدار الدنيا والدار الآخرة) أنت الذي أحتاج إليه.. (أي: الله جل شأنه) | يونس أمره |

## في الثقافة الشعبية
تم تصوير الممثل التركي غوكهان اتالاي ببطولة يونس ايمره في مسلسل المؤسس عثمان.

## معرض الصور

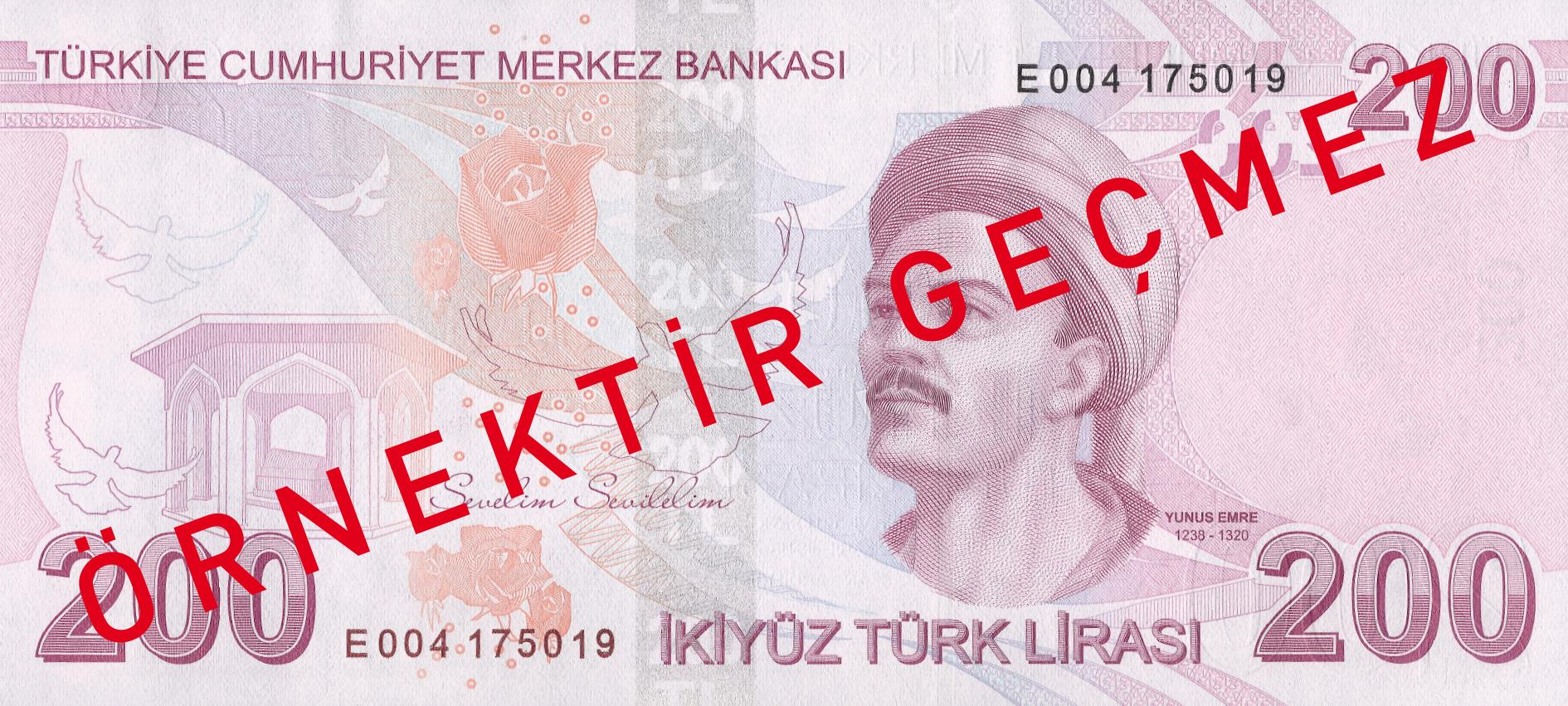
صورة "يونس أمره" على ظهر الورقة المالية التركية فئة 200 ليرة (2009).
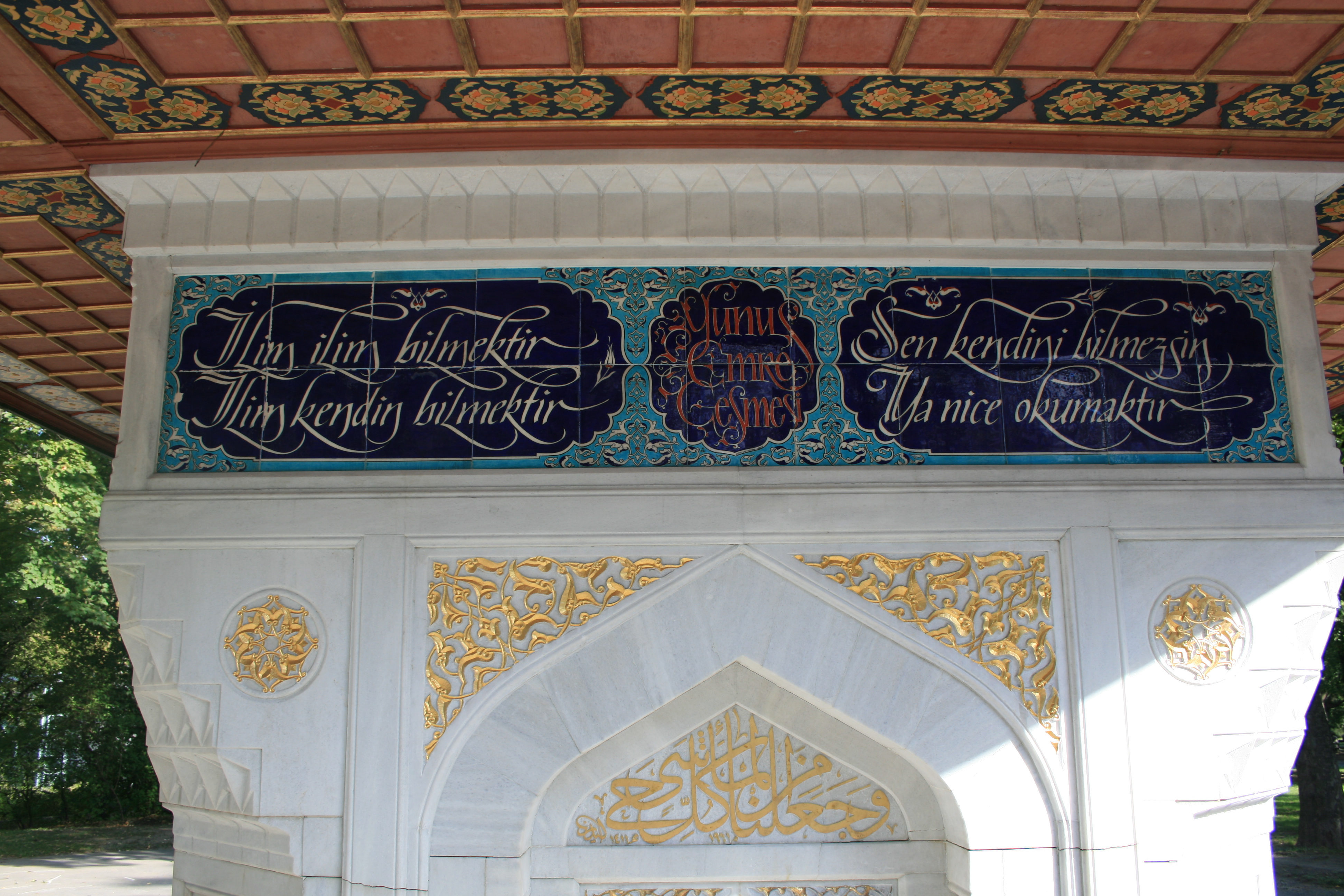
Yunus Emre çesmesi}}.
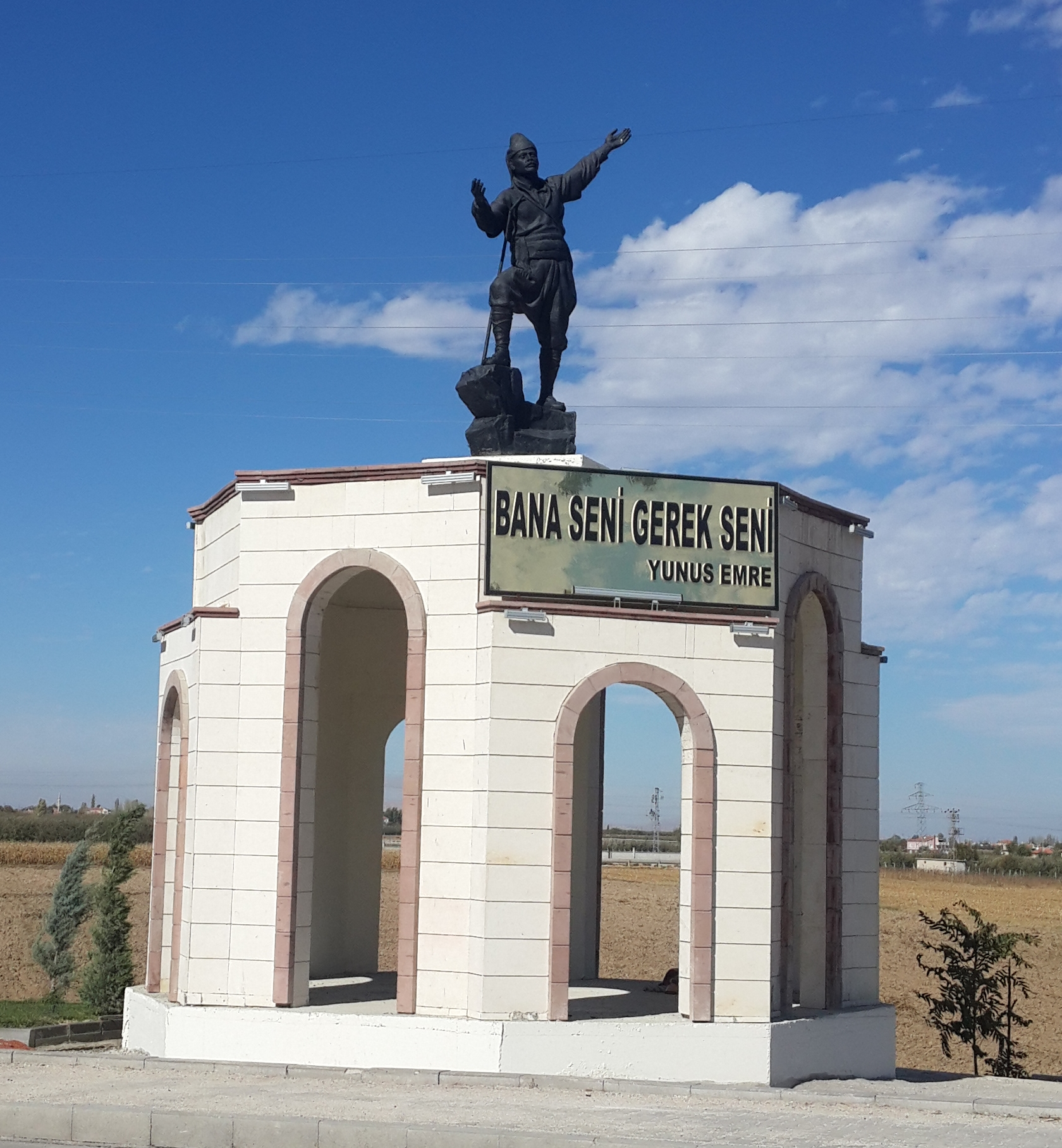
النصب التذكاري ليونس أمره بكارامان، تركيا.

## روابط خارجية
- يونس أمره على موقع الموسوعة البريطانية (الإنجليزية)
- يونس أمره على موقع ميوزك برينز (الإنجليزية)
- يونس أمره على موقع ديسكوغز (الإنجليزية)